# Amazonides rubra
Amazonides rubra là một loài bướm đêm trong họ Noctuidae.